# Désert des Mojaves
Pour les articles homonymes, voir Mojave.
Le désert des Mojaves, de Mojave, ou simplement désert Mojave, est une grande étendue désertique d'environ 40 000 km2. Il est situé dans l'Ouest des États-Unis, dans le Sud de la Californie essentiellement, mais il déborde sur les États voisins du Nevada, au nord, et de l'Arizona, à l’est. Ce désert appartient au même ensemble géologique que le Grand Bassin ou que le désert de Sonora. Son nom est emprunté à un peuple amérindien, les Mohaves. C'est un désert d'abri, bordé par les montagnes Tehachapi, San Gabriel et San Bernadino.
La rivière Mojave (Mojave River) est une source d'eau importante pour l'irrigation. En outre, une partie du fleuve Colorado traverse l'est du désert de Mojave.

## Climat
Le désert des Mojaves possède de façon générale un climat subtropical, désertique chaud en tous cas en vallée caractérisé par des étés longs, très chauds et très secs et par des hivers courts, doux à extrêmement doux et secs. Le désert des Mojaves reçoit moins de 330 mm de précipitations par an et a une altitude située entre −86 et 3 366 m. Le désert des Mojaves contient l'endroit le plus chaud du monde (jusqu'à 56,7 °C sous abri Stevenson), qui est également le plus bas et le plus sec des États-Unis contigus (troisième lieu le plus aride du monde) : la vallée de la Mort où les températures moyennes, les températures minimales moyennes et les températures maximales moyennes sont en juillet à Furnace Creek Station respectivement de 39,0 °C, 31,1 °C et 46,9 °C.
En moyenne annuelle à Furnace Creek Station la température est de 25,1 °C (la région la plus chaude en moyenne annuelle des États-Unis contigus est l'extrême sud de la Floride, exemple Marathon Airport, latitude 24.7258, longitude -81.0517 avec 25,8 °C).
Le désert des Mojaves se situe dans l'ombre pluviométrique de la Sierra Nevada, importante chaîne de montagnes qui rend la masse d'air beaucoup plus sèche et plus chaude par effet de foehn. Le climat sec y est aussi influencé par des reliefs montagneux moins importants tel que la chaîne Spring mais qui ont le même effet réchauffant et asséchant, ce qui au bout du compte contribue à créer une zone très aride.
Les températures moyennes maximales en hiver en haute altitude se situent autour de 5 °C alors que les températures nocturnes peuvent être glaciales (autour de −5 °C voire parfois en dessous). Cependant, les températures moyennes maximales hivernales en vallée, à des altitudes beaucoup moins élevées dépassent facilement 20 °C.
Les températures moyennes maximales en été (de mai à septembre) après milieu mai sont normalement supérieures à 32 °C et fréquemment au-dessus de 38 °C. Le climat estival est dominé par la chaleur extrême. Les températures en vallée peuvent grimper au-delà de 46 °C pendant les vagues de chaleur et au-delà de 50 °C à des altitudes encore plus basses. L'humidité relative de l'air y est très faible et n'atteint généralement pas 30 %, ce qui rend la chaleur plus supportable. L'humidité relative basse, les températures élevées et la pression atmosphérique basse attirent l'humidité en provenance du golfe du Mexique en créant des orages de forte chaleur à travers le sud-ouest du désert. Cette période d'orages est connue sous le nom de mousson nord-américaine et peut occasionner des crues dans les profondes vallées.
Le printemps et l'automne sont agréables, chauds et secs mais dominés par les perturbations océaniques venant de l'océan Pacifique avec des précipitations occasionnelles. Le mois d'octobre est l'un des mois les plus chauds, les plus secs et les plus ensoleillés du désert des Mojaves : les températures restent aux alentours de 25 °C voire supérieures à 30 °C dans les vallées.
La durée d'ensoleillement du désert des Mojaves est l'une des plus élevées au monde : par exemple Las Vegas reçoit en moyenne 3 825 heures d'ensoleillement annuel soit 315 jours de Soleil par an (85 % du temps).

## Caractéristiques

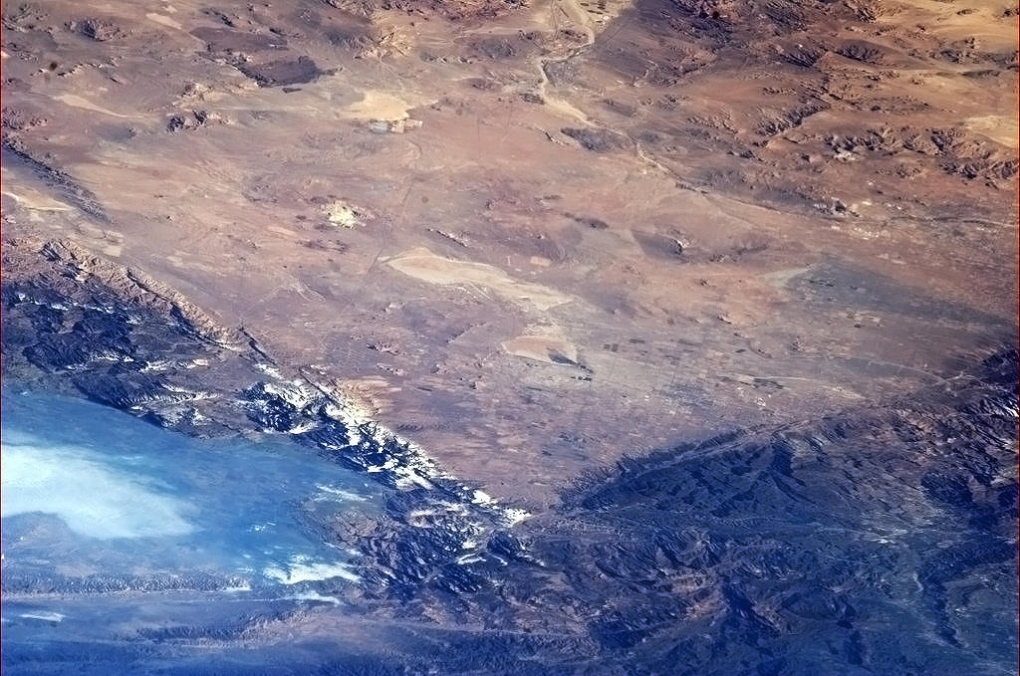
Le désert des Mojaves vu depuis l'espace.

Le désert des Mojaves est dans sa majeure partie recouvert de plaines rocailleuses, parfois interrompues par des massifs montagneux. Une des caractéristiques de ce désert est la présence d'une espèce de yucca nommée Joshua Tree. La région reçoit moins de 150 mm de précipitations par an, mais se situe à des altitudes assez élevées, comprises entre 1 000 et 2 000 mètres. C'est pourquoi il arrive que la neige y tombe en certains endroits pendant l'hiver. L'amplitude thermique, d’une saison à l'autre, varie de façon très importante.
La vallée de la Mort fait partie de ce désert. Le vent y souffle fort et régulièrement, c'est pourquoi une série d'éoliennes a été installée près du col de Tehachapi. Pour cette raison, le désert de Mojave occupe la première place mondiale pour la production d'énergie éolienne.

## Histoire
Le désert des Mojaves était peuplé par les Mojaves, un peuple amérindien qui lui a donné son nom.
Pendant la conquête de l'Ouest, le désert des Mojaves fut d'abord fréquenté par des aventuriers et des chercheurs d’or dans les années 1870, qui campaient près de l’oasis de Mara. En 1938, le Baby Homeland Act attribuait gratuitement une parcelle d’un hectare à toute personne désireuse de s’y installer et d’y édifier une structure en dur. L'objectif était de peupler cette région peu occupée.

## Urbanisation
Les rares villes sont liées aux ressources naturelles de ce désert qui sont très nombreuses : minerais de fer, borax, argent. Les villes fantômes comme Calico constituent les reliques de ces activités. On trouve aussi des bases militaires, telles Inyokern.
Les villes principales sont : Palmdale en Californie et Las Vegas (1 777 539 habitants en 2006), la capitale mondiale des jeux de hasard, située dans le Nevada. Les autres villes sont Victorville, Barstow, Lancaster, Hesperia, California City, Apple Valley, Adelanto, Boron, Rosamond, Ridgecrest, Henderson, Needles, Joshua Tree, Yucca Valley, Twentynine Palms, Landers et Mojave.
De la fin des années 1950 à mai 2000, le désert des Mojaves abritait l'une des cabines téléphoniques les plus retirées du monde, la Mojave phone booth, devenue un lieu culte.

## Activités humaines

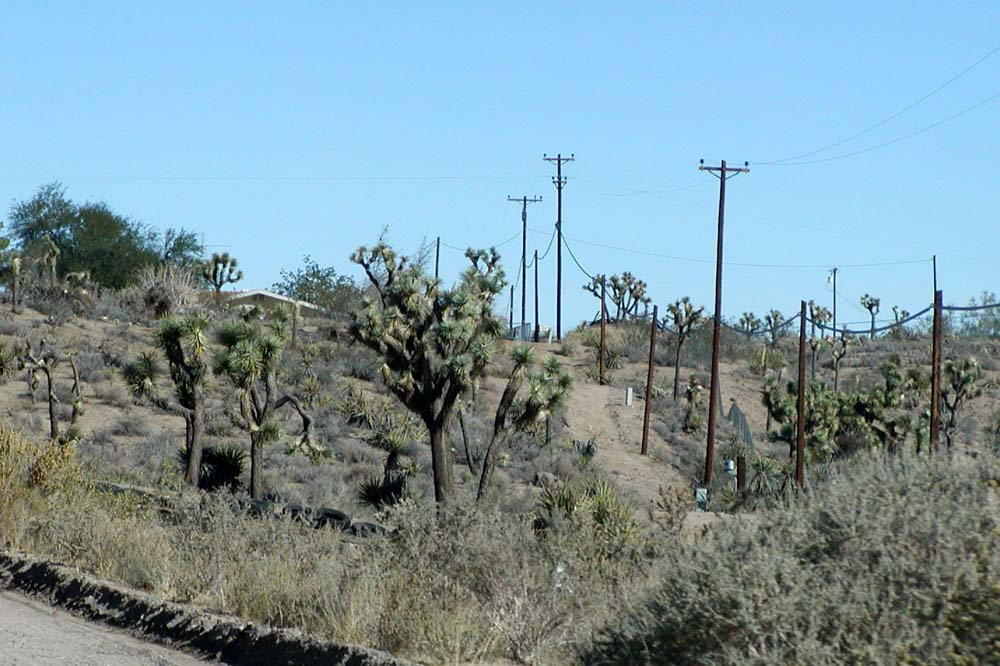
Désert des Mojaves.

Connu pour ses activités aérospatiales avec la Edwards Air Force Base, le Naval Air Weapons Station China Lake et son récent astroport civil d'où ont décollé SpaceShipOne et le Goldstone Deep Space Communications Complex, le désert des Mojaves reste une destination privilégiée des grimpeurs, en particulier dans les montagnes du parc national de Joshua Tree. Il sert de refuge aux marginaux, aux groupes de rock underground de Los Angeles ou aux joueurs de didjeridoo. De nombreux artistes contemporains (Thom Merrick (en), Jack Pierson), architectes (Linda Taalman) et musiciens (Eric Burdon, Victoria Williams (en)) sont attirés par l'isolement et les étendues sauvages de ce désert aux portes de Los Angeles. Les amateurs d'art contemporain viennent visiter les jardins de sculptures en plein air, les ateliers d’artistes et les œuvres d’architecture expérimentale. Chaque année, l'artiste Andrea Zittel organise le High Desert Test Sites. On peut aussi visiter le dôme Integratron, œuvre de George Van Tassel.
Des studios d'Hollywood se sont également installés dans cette région désertique, notamment à Pioneertown, une ville construite en 1946 par Roy Rogers.
Les centrales solaires du désert des Mojaves ont une capacité totale de 354 MW.

## Transports
Les principales routes qui traversent le désert des Mojaves sont :
- Interstate 15 ;
- California State Route 14 ;
- Interstate 40 ;
- US Highway 395 ;
- U.S. Route 95 ;
- L'ancienne route historique U.S. Route 66.

## Écorégion et protection
Localisation
Le désert des Mojaves forme une écorégion terrestre définie par le WWF, qui appartient au biome des déserts et terres arbustives xériques de l'écozone néarctique.
Y est protégée la El Paso Mountains Wilderness; située au nord du désert.
À l'été 2023, un incendie de 300 kilomètres carrés en Californie et au Nevada,
le « York Fire », menace la biodiversité exceptionnelle du désert Mojave au cœur d'une zone protégée ((en) Mojave National Preserve), notamment les arbres de Josué (Yucca brevifolia), emblématiques de l’Ouest américain.

### Flore

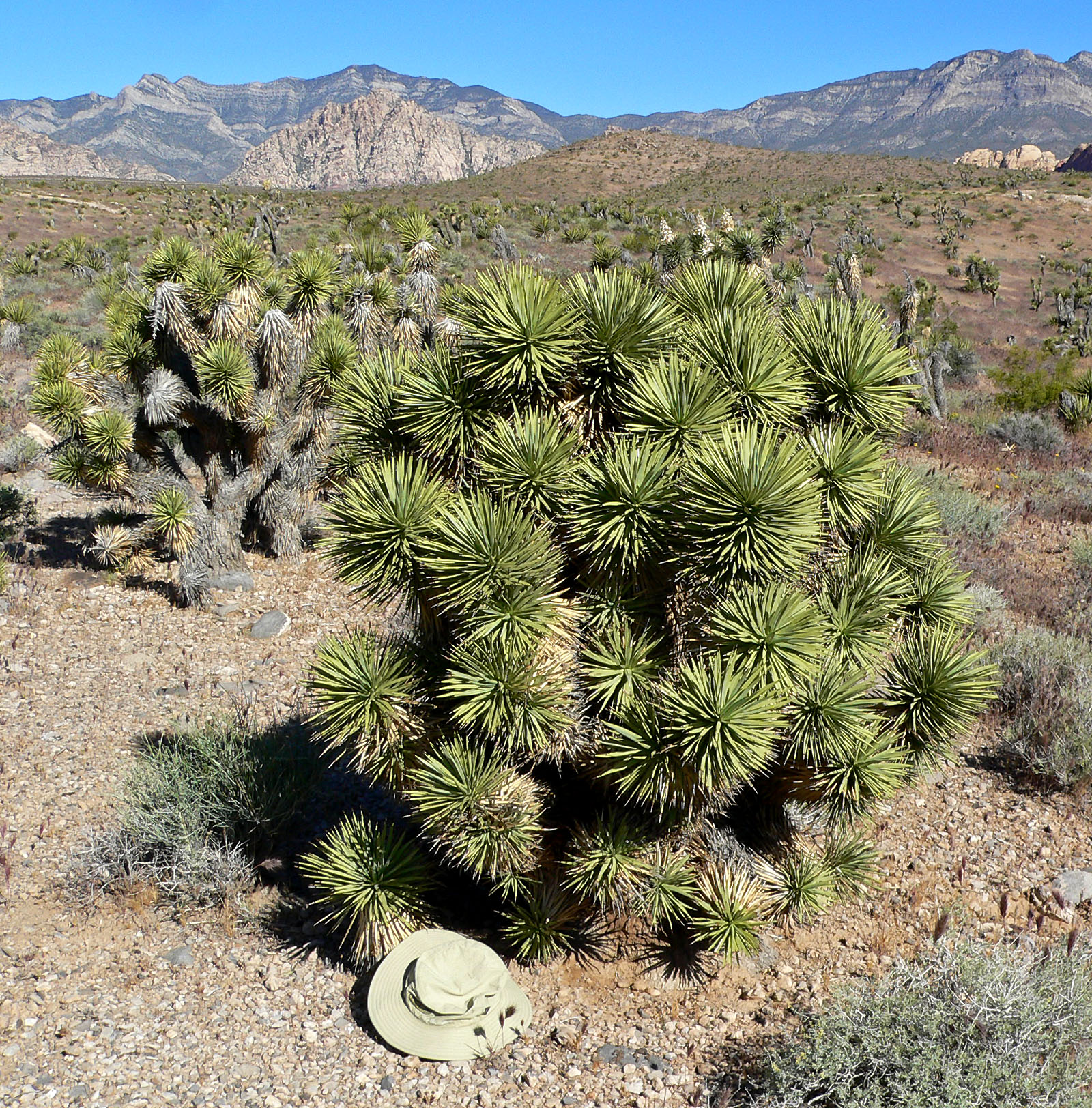
Yucca brevifolia.

- Abies concolor
- Adenophyllum cooperi
- Arctomecon californica
- Argemone corymbosa
- Astragalus newberryi
- Camissonia campestris
- Caulanthus inflatus
- Dalea searlsiae
- Delphinium parishii
- Ephedra sinica
- Eremalche rotundifolia
- Erigeron concinnus
- Eriophyllum lanosum
- Ferocactus
- Ipomopsis arizonica
- Jojoba
- Juniperus osteosperma
- Larrea tridentata
- Linanthus demissus
- Lis du désert
- Lotus rigidus
- Lupinus arizonicus
- Lupinus microcarpus
- Mimulus rupicola
- Monoptilon bellioides
- Opuntia bigelovii
- Opuntia basilaris
- Opuntia fulgida
- Pencil Cholla
- Phacelia calthifolia
- Phacelia crenulata
- Pinus monophylla
- Salvia mohavensis
- Senna covesii
- Washingtonia filifera
- Yucca baccata
- Yucca brevifolia
- Yucca schidigera

### Faune

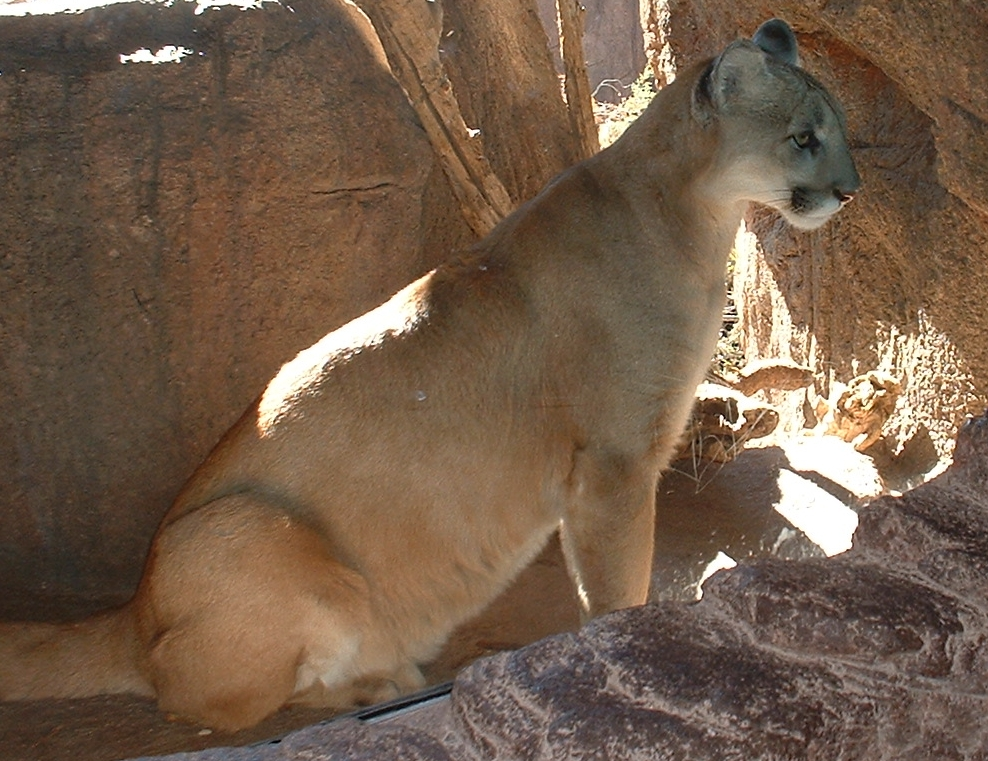
Puma.

- Buse à queue rousse
- Callisaurus draconoides
- Cerf hémione
- Chuckwalla
- Coyote
- Crotalus atrox
- Crotalus scutulatus
- Dipodomys
- Dipsosaurus dorsalis
- Gila bicolor mohavensis
- Grand Géocoucou
- Lièvre
- Monstre de Gila
- Mouflon canadien nelsoni
- Mygale
- Phrynosoma platyrhinos
- Phrynosomatidae Uma
- Pituophis catenifer
- Pronghorn
- Puma
- Renard nain
- Scorpion
- Theraphosidae
- Tortue du désert
- Trochilidae

### Aires protégées

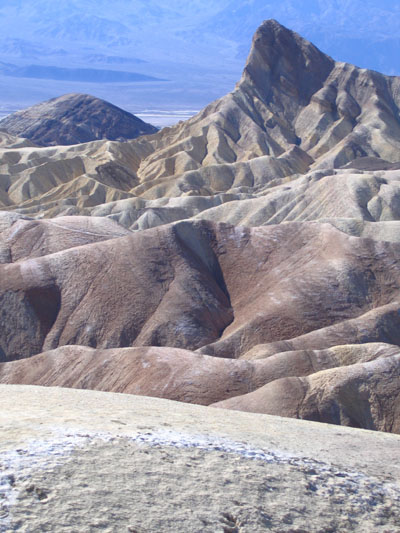
Parc national de la vallée de la Mort.

Ce désert contient quatre parcs nationaux (parc national de la vallée de la Mort, parc national de Joshua Tree, parc national de Zion, parc national du Grand Canyon) et plusieurs réserves naturelles (Wilderness Areas):
- Ouest :
  - Black Mountain
  - Bright Star
  - Kiavah
  - Newberry Mountains
  - Rodman Mountains
- Est :
  - Bigelow Cholla Garden
  - Bristol Mountains
  - Cadiz Dunes
  - Chemehuevi Mountains
  - Cleghorn Lakes
  - Dead Mountains
  - Hollow Hills
  - Ibex
  - Kelso Dunes
  - Kingston Range
  - Mesquite
  - Old Woman Mountains
  - Piute Mountains
  - Saddle Peak Hills
  - Stateline
  - Stepladder Mountains
  - Trilobite
  - Turtle Mountains
  - Whipple Mountains
- Nord :
  - Argus Range
  - Coso Range
  - Darwin Falls
  - Funeral Mountains
  - Golden Valley
  - Grass Valley
  - Inyo Mountains
  - Malpai Mesa
  - Manly Peak
  - Nopah Range
  - North Mesquite Mountains
  - Owens Peak
  - Pahrump Valley
  - Piper Mountains
  - Resting Springs Range
  - Sacatar Trail
  - South Nopah Range
  - Surprise Canyon
  - Sylvania Mountains

## Galerie

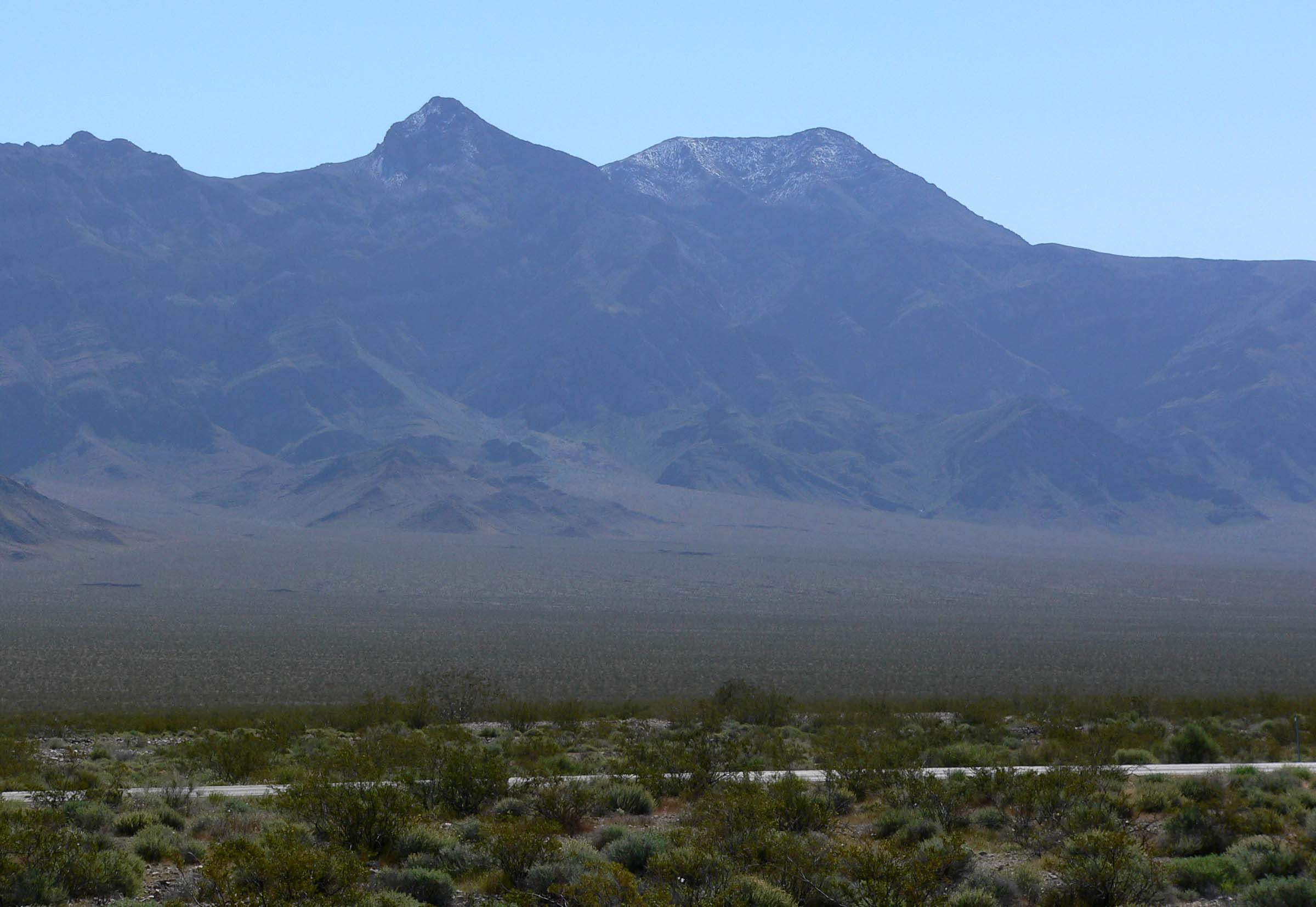
Nopah Range, désert des Mojaves, Californie.
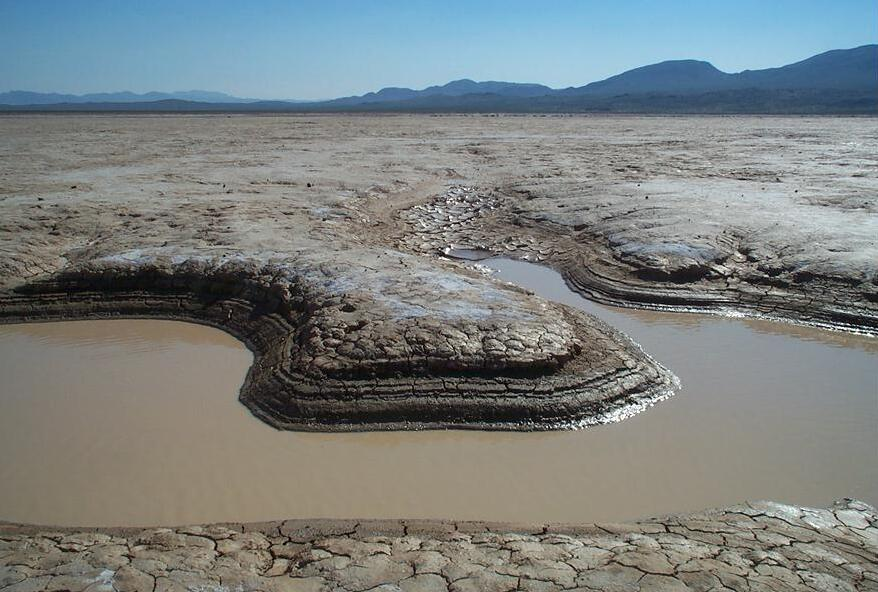
Coyote Dry Lake.
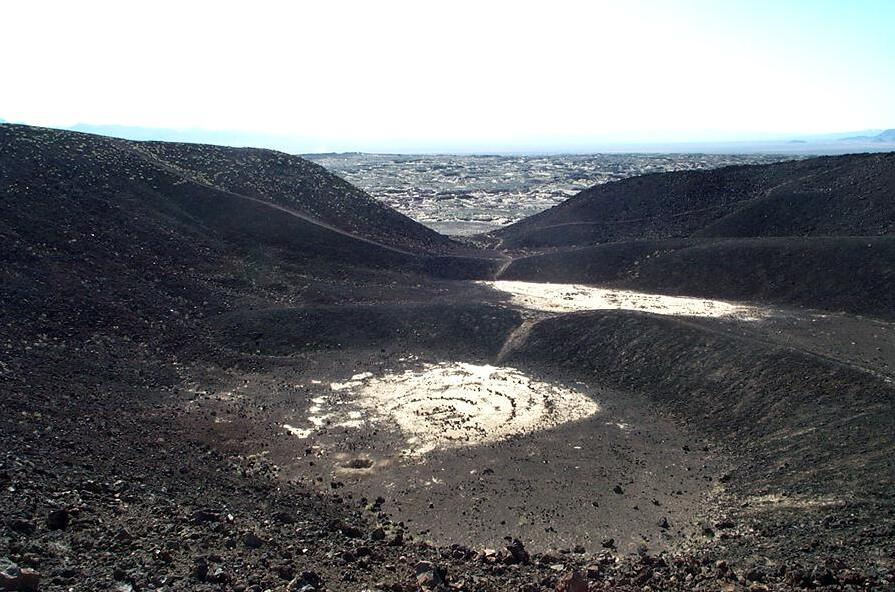
Amboy Crater.

## Dans la culture populaire

### Littérature
- Truman Capote, dans son roman De sang-froid, évoque ce désert où un terrible fait divers se déroula. Son roman, porté plus tard à l'écran, fut un triomphe.
- Ce désert est mentionné dans le livre documentaire, biographique et semi-autobiographique de Jon Krakauer, Voyage au bout de la solitude, notamment au chapitre quatre. C'est l'endroit où Christopher McCandless se voit contraint d'abandonner sa voiture, après que cette dernière l'a conduit de Géorgie jusqu'au sud-ouest des États-Unis, près du lac Mead. Le véhicule refuse de fonctionner après que son moteur fut touché par les eaux d'une rivière située dans le désert Mojave jusqu'alors asséchée. Les passages du roman faisant allusion au désert des Mojave en décrivent le climat et l'environnement.
- La nouvelle Les Langoliers de Stephen King relate l'aventure d'un groupe de passagers d'avions dans un univers parallèle sans vie (issu des délires d'un psychotique) après avoir traversé une aurore boréale au-dessus du désert Mojave.
- Dans son ouvrage Les Raisins de la colère, John Steinbeck fait traverser en voiture ce désert par la famille Joad, partie de l'Oklahoma pour rejoindre la Californie[6].

### Arts visuels
- Michael Heizer, comme de nombreux artistes du Land art, a produit des sculptures monumentales installées dans la nature de manière pérenne. On trouve notamment dans le désert Mojave son œuvre Double Negative (1970).
- Edward Ruscha, peintre majeur du XXe siècle a installé son atelier dans le désert Mojave pendant une dizaine d'années, et a largement représenté les paysages et infrastructures da la région dans ses peintures.
- L'œuvre Inert gas series (1969) de l'artiste conceptuel américain Robert Barry a pour décor ce désert.
- Plus récemment, Andrea Zittel a installé son œuvre A-Z West proche du Joshua Tree National Park. Il s'agit d'un campement accueillant de jour comme de nuit les visiteurs désirant vivre l'ambiance du désert.
- De nos jours d'autres artistes se sont rendus dans ce désert pour produire des œuvres d'art contemporain, tels que Pierre Bismuth ou Romain Gandolphe qui y réalisent divers interventions et vidéos.

### Musique
- Le désert sert de décor aux clips de la chanson Frozen de Madonna ainsi que Tout l'or des hommes et Contre nature de Céline Dion ainsi que « Say You’ll be there » du groupe Spice Girls
- C'est dans ce désert qu'est tourné le clip culte du hit "That Don't Impress Me Much" de la chanteuse Shania Twain, en 1997.

### Fiction
- Le générique de la série K 2000 a été tourné dans ce désert.
- Bagdad Café, film mythique de 1987, a été tourné sur place dans le désert, à Newberry Spring, dans ce désert.
- Le désert est présent à différentes reprises dans la série 24 heures chrono, dont l'action se situe à Los Angeles dans les six premières saisons : ainsi, une bombe nucléaire explose à cet endroit dans la saison 2, et l'avion présidentiel s'y écrase dans la saison 4.
- Le désert est également le lieu où Duel de Steven Spielberg a été tourné.
- Le film d'animation Rango prend place dans le désert des Mojaves, dans la ville fictive de Poussière.
- L'action du film Hors de portée se situe dans ce désert.
- Jim Morrison y joue le rôle d'un auto-stoppeur fou dans le film HWY: An American Pastoral en 1969.

### Jeux vidéo
- Le désert des Mojaves sert de décor au jeu vidéo Fallout: New Vegas, ainsi qu'au jeu Parasite Eve 2.
- Une partie du désert des Mojaves a été modélisé dans la zone de Blaine County dans Grand Theft Auto V[7].
- Le jeu free To Play Warface possède une carte dans les Mojaves
- Une partie du désert des Mojaves est modélisée dans The Crew.

### Télévision
- Le désert des Mojave a servi de décor pour la représentation de Britney Spears le 17 septembre 2013 à 13 h heure française en direct à la télévision américaine dans l'émission Good Morning America.
- Le premier épisode de l’émission The Grand Tour présenté par le trio Clarkson, Hammond et May a été tournée dans le désert des Mojaves.

### Informatique
- Le 4 juin 2018 à la WWDC 2018, Apple a nommé son nouveau système d'exploitation macOS Mojave, incluant un fond d'écran dynamique du désert.

### Cinema
- Dans le film Top Gun : Maverick, sorti en 2022. Pete “Maverick” Mitchell vit dans le desert des Mojaves.
- Paris, Texas, sorti en 1984. Nombreuses scènes sur le trajet depuis Los Angeles tournées dans le désert des Mojaves.